# Maulévrier
Pour les articles homonymes, voir Maulévrier (homonymie).
Maulévrier est une commune française située dans le département de Maine-et-Loire en région Pays de la Loire. Elle se trouve au sud de la région historique et naturelle des Mauges, à la frontière avec les Deux-Sèvres. Durement éprouvée par la guerre de Vendée Maulévrier bénéficie depuis les années 1970 d'une croissance démographique soutenue. Ses habitants sont appelés les Maulévrais.

## Géographie

### Localisation
Commune des Mauges, elle est située au sud-ouest du département de Maine-et-Loire, très proche des Deux-Sèvres. Elle se situe à environ 11 km au sud-est de Cholet, la sous-préfecture, à 22 km au sud-ouest de Vihiers et à 53 km au sud d'Angers, la préfecture de Maine-et-Loire. Du côté des Deux-Sèvres, elle se trouve à 40 km à l'ouest de Thouars et 27 km au nord de Bressuire.

### Hydrographie
La commune est traversée d'est en ouest par la Moine. Le barrage du Verdon forme le lac du Verdon dont une partie se trouve sur le territoire de la commune. De même, le lac de Ribou, formé par la Moine, s'étend également en partie sur Maulévrier. De nombreux autres ruisseaux non-pérennes, s'écoulant vers le sud au sud de la commune et vers le nord-ouest au nord, parcourent le territoire communal, formant plusieurs plans d'eau de faible étendue.

### Climat
Pour des articles plus généraux, voir Climat des Pays de la Loire et Climat de Maine-et-Loire.
En 2010, le climat de la commune est de type climat océanique altéré, selon une étude du CNRS s'appuyant sur une série de données couvrant la période 1971-2000. En 2020, Météo-France publie une typologie des climats de la France métropolitaine dans laquelle la commune est exposée à un climat océanique et est dans une zone de transition entre les régions climatiques « Bretagne orientale et méridionale, Pays nantais, Vendée » et « Moyenne vallée de la Loire ».
Pour la période 1971-2000, la température annuelle moyenne est de 11,6 °C, avec une amplitude thermique annuelle de 14,3 °C. Le cumul annuel moyen de précipitations est de 838 mm, avec 12 jours de précipitations en janvier et 6,5 jours en juillet. Pour la période 1991-2020, la température moyenne annuelle observée sur la station météorologique de Météo-France la plus proche, sur la commune de Cholet à 12 km à vol d'oiseau, est de 12,3 °C et le cumul annuel moyen de précipitations est de 772,5 mm,. Pour l'avenir, les paramètres climatiques de la commune estimés pour 2050 selon différents scénarios d'émission de gaz à effet de serre sont consultables sur un site dédié publié par Météo-France en novembre 2022.

## Urbanisme

### Typologie

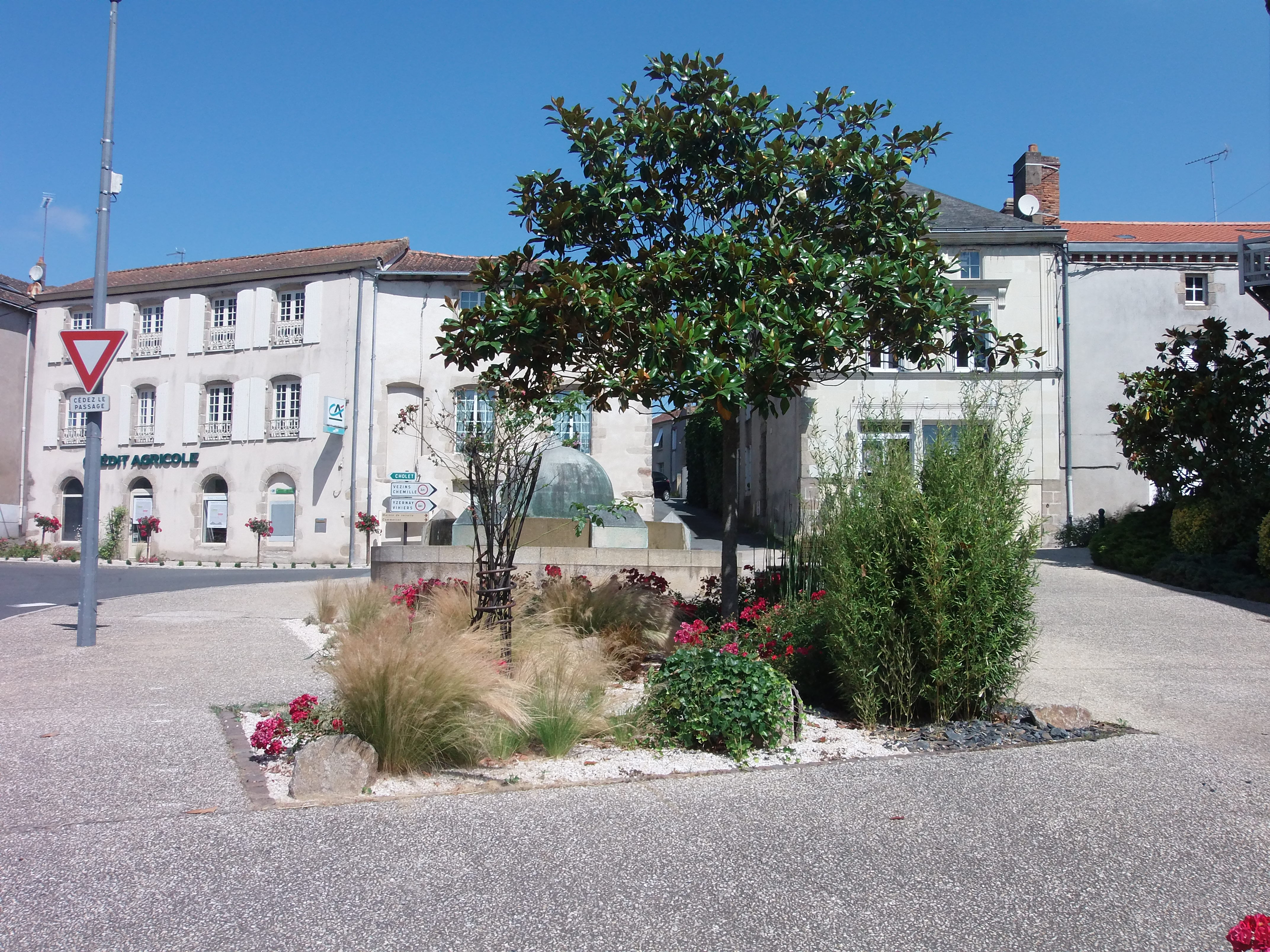
Place du château Colbert.

Au 1er janvier 2024, Maulévrier est catégorisée bourg rural, selon la nouvelle grille communale de densité à sept niveaux définie par l'Insee en 2022.
Elle appartient à l'unité urbaine de Maulévrier, une unité urbaine monocommunale constituant une ville isolée,. Par ailleurs la commune fait partie de l'aire d'attraction de Cholet, dont elle est une commune de la couronne,. Cette aire, qui regroupe 26 communes, est catégorisée dans les aires de 50 000 à moins de 200 000 habitants,.

### Occupation des sols
L'occupation des sols de la commune, telle qu'elle ressort de la base de données européenne d’occupation biophysique des sols Corine Land Cover (CLC), est marquée par l'importance des territoires agricoles (89,2 % en 2018), en diminution par rapport à 1990 (92,2 %). La répartition détaillée en 2018 est la suivante :
terres arables (49,8 %), prairies (24,2 %), zones agricoles hétérogènes (15,2 %), zones urbanisées (4,3 %), eaux continentales (3,3 %), zones industrielles ou commerciales et réseaux de communication (2,1 %), forêts (1,1 %). L'évolution de l’occupation des sols de la commune et de ses infrastructures peut être observée sur les différentes représentations cartographiques du territoire : la carte de Cassini (XVIIIe siècle), la carte d'état-major (1820-1866) et les cartes ou photos aériennes de l'IGN pour la période actuelle (1950 à aujourd'hui).

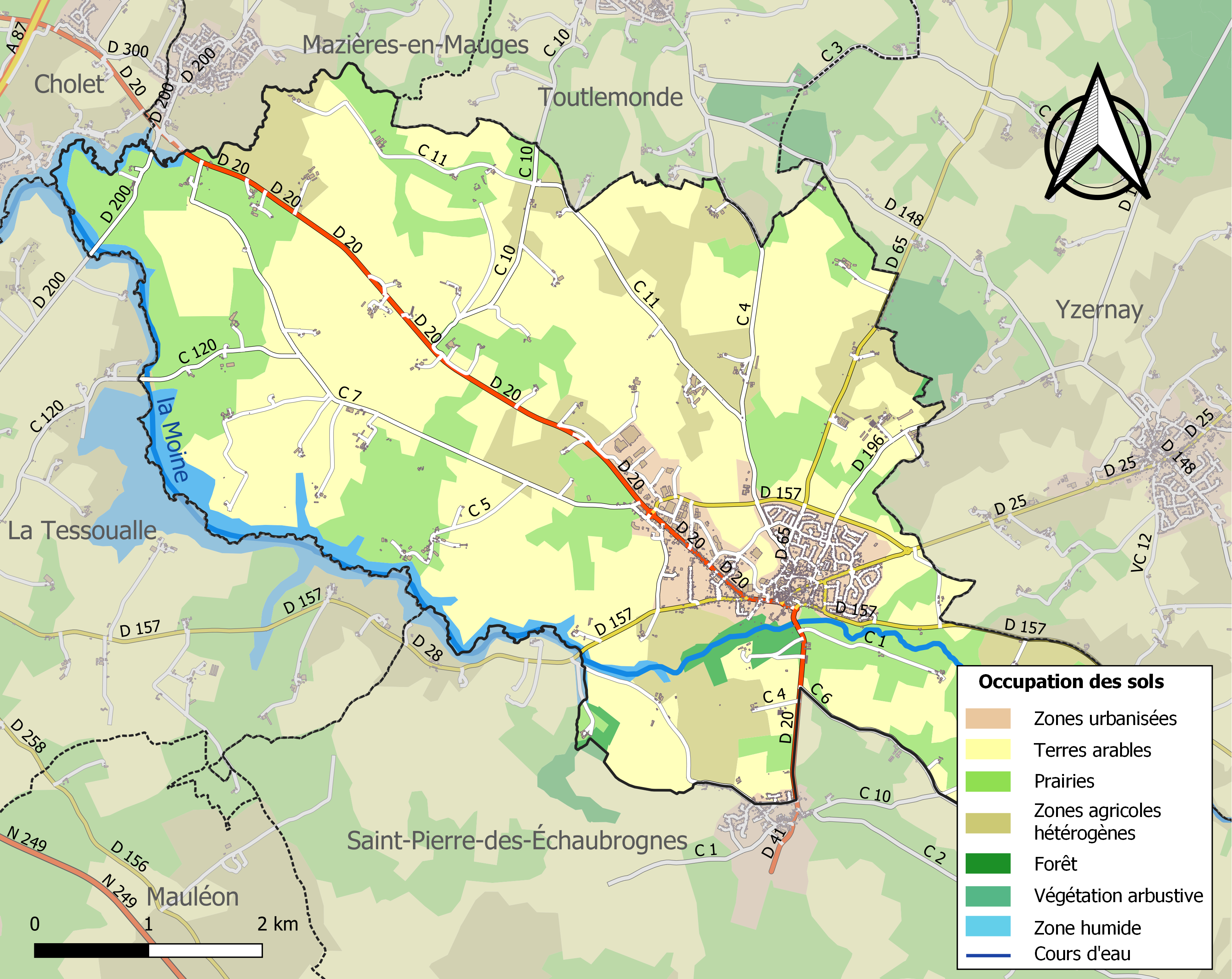
Carte des infrastructures et de l'occupation des sols de la commune en 2018 (CLC).

### Voies de communication et transports
Maulévrier est desservie par la ligne de cars no 7 TER Pays de la Loire qui effectuent la liaison entre Nantes et Poitiers, via Bressuire.
Maulévrier est aussi desservie par la ligne 14 de la région Nouvelle-Aquitaine Bressuire - Cholet avec une desserte plus fréquente.
La ligne 17 du réseau Choletbus et, plus rarement, la ligne 14 desservent Maulévrier pour relier la commune à Cholet, avec des horaires adaptés pour les scolaires.

## Toponymie
Maulévrier viendrait du latin Malum Leporarium avec différentes variantes : Malus Levrium, Malus Leporium ou encore Malus Levrarius.
Contrairement à ce qu'affirme Albert Dauzat, leporarium ne signifie pas le lévrier mais le parc à lièvre ; la combinaison de malus ou mau (mauvais) et de leporarium (du latin leporarium le parc à lièvre ou la garenne) se traduirait alors par « mauvais parc à lièvre » ou « mauvaise garenne ».

## Histoire

### Préhistoire et Antiquité
Seule la présence d'un menhir en élévation au lieu-dit la Moinie témoigne d'une présence humaine préhistorique. La voie romaine de Portus Namnetum (Nantes) à Lemonum (Poitiers) traversait le nord du territoire de la commune actuelle.

### Moyen Âge
Une église et un prieuré sont établis à une date inconnue.
Une forteresse y est érigée par Foulque Nerra, comte d'Anjou, après l'intégration des Mauges au comté d'Anjou avant 1027. Le premier seigneur connu de Maulévrier est son lieutenant Aimery de Maloleporario et son épouse Milsend.
Au début du XIIe siècle, les seigneurs de Maulévrier entrent en conflit avec ceux de Chemillé, la paix est faite en 1110. Les seigneurs de Maulévrier, Renaud et Baudouin, prennent le parti de Jean sans Terre dans le conflit qui oppose ce dernier au duc Arthur Ier de Bretagne et au roi de France Philippe Auguste. Au début du XIIIe siècle, Renaud de Maulévrier soutient le vicomte de Thouars dans un conflit avec le roi de France Louis VIII.
Pendant la guerre de Cent Ans, le fils du seigneur de Maulévrier, Guillaume, meurt probablement à la bataille de Poitiers en 1356. En 1360, à la suite du traité de Brétigny, Renaud VI de Maulévrier est un des otages livrés aux Anglais pour obtenir la libération du roi de France Jean II ; il est le fils de Jean de Maulévrier et de Louise d'Avoir.
En 1386 (ou 1388 ?) sa fille Marie, dame de Maulévrier et d'Avoir, dernière du nom, épouse Jacques de Montberon, sire de Montbron, futur maréchal de France et dernier mari de Marguerite de Sancerre.

### Temps modernes
Les terres et le château de Maulévrier sont tenus par la famille de Montberon mais en 1505, ces terres sont confisquées à la demande des créanciers de Christophe de Montberon, arrière-arrière-petit-fils du maréchal Jacques de Montberon. Christophe de Montberon, vicomte d'Aulnay, prétend à la succession du comté de Périgord ; il est le fils d'Eustache de Montbron — fils de François II, lui-même fils de François Ier de Montbron, un des enfants du maréchal Jacques — et le frère aîné d'Adrian de Montbron qui continue les barons de Montbron ; quant à la baronnie d'Avoir, elle était échue à la branche de Guichard de Montbron, prince de Mortagne, un grand-oncle paternel de Christophe.
En 1513 la seigneurie passe par acquisition à la famille Gouffier, seigneurs d'Oiron (Deux-Sèvres), en la personne d'Artus, grand maître de France sous Louis XII puis François Ier. Elle est cédée à son fils Claude, grand écuyer de François Ier puis de Henri II. Elle est érigée comté en août 1542.
La petite ville connaît un déclin lors des guerres de religion.
En 1664, Charles Gouffier vend le comté à Édouard-François Colbert, frère puîné de Jean-Baptiste Colbert, le grand ministre des finances de Louis XIV ; de 1679 à 1683 il fait rebâtir le château avec comme principal architecte Jules Hardouin-Mansart.
Au XVIIIe siècle, Maulévrier dépend de la sénéchaussée d'Angers, de l'élection de Montreuil-Bellay et du grenier à sel de Cholet. Sur le plan religieux religieux cependant, la paroisse dépend du diocèse de La Rochelle.

### Révolution et Empire
Pendant la Révolution, Édouard-Charles-Victurnien Colbert, seigneur de Maulévrier, émigre pour ne revenir que vers 1802 ; il réhabilite le château à partir de 1817 ; certains vitraux de l'église paroissiale ont été offerts par ses descendants dont ils portent les noms et armes.
Les religieux refusent de prêter serment et sont déportés en Espagne.
En 1790, Maulévrier devient chef-lieu du canton de Maulévrier, avant de faire partie du canton de Cholet dès 1801.
Maulévrier se trouve en plein centre de la guerre de Vendée. Jean-Nicolas Stofflet, ancien soldat devenu garde-chasse du marquis de Maulévrier, est un des principaux chefs du soulèvement royaliste. Le 11 mars 1793, il rallie 11 forgerons de la région de Maulévrier et se joint à la troupe de Jacques Cathelineau lors de la prise de Cholet, un des premiers succès des révoltés.
Le 21 janvier 1794, la sixième colonne infernale du général de brigade Jean Alexandre Caffin arrive à Maulévrier. Le 23, les Républicains pillent les villages autour de Maulévrier et Yzernay ; quatorze femmes et filles sont fusillées. Le 31 janvier 1794, la commune et son château sont totalement incendiés par la « sixième colonne » ; seule l'église échappe à la destruction.
Un grand hôpital forestier se situe dans l'immense forêt de Maulévrier qui est le territoire de Stofflet, à l'est de Cholet. Cet hôpital est très fréquenté avec cinq cents blessés et malades. Il fonctionne au ralenti en 1795 pour reprendre une plus grande activité quand Stofflet relance la guerre en janvier 1796.

### Époque contemporaine

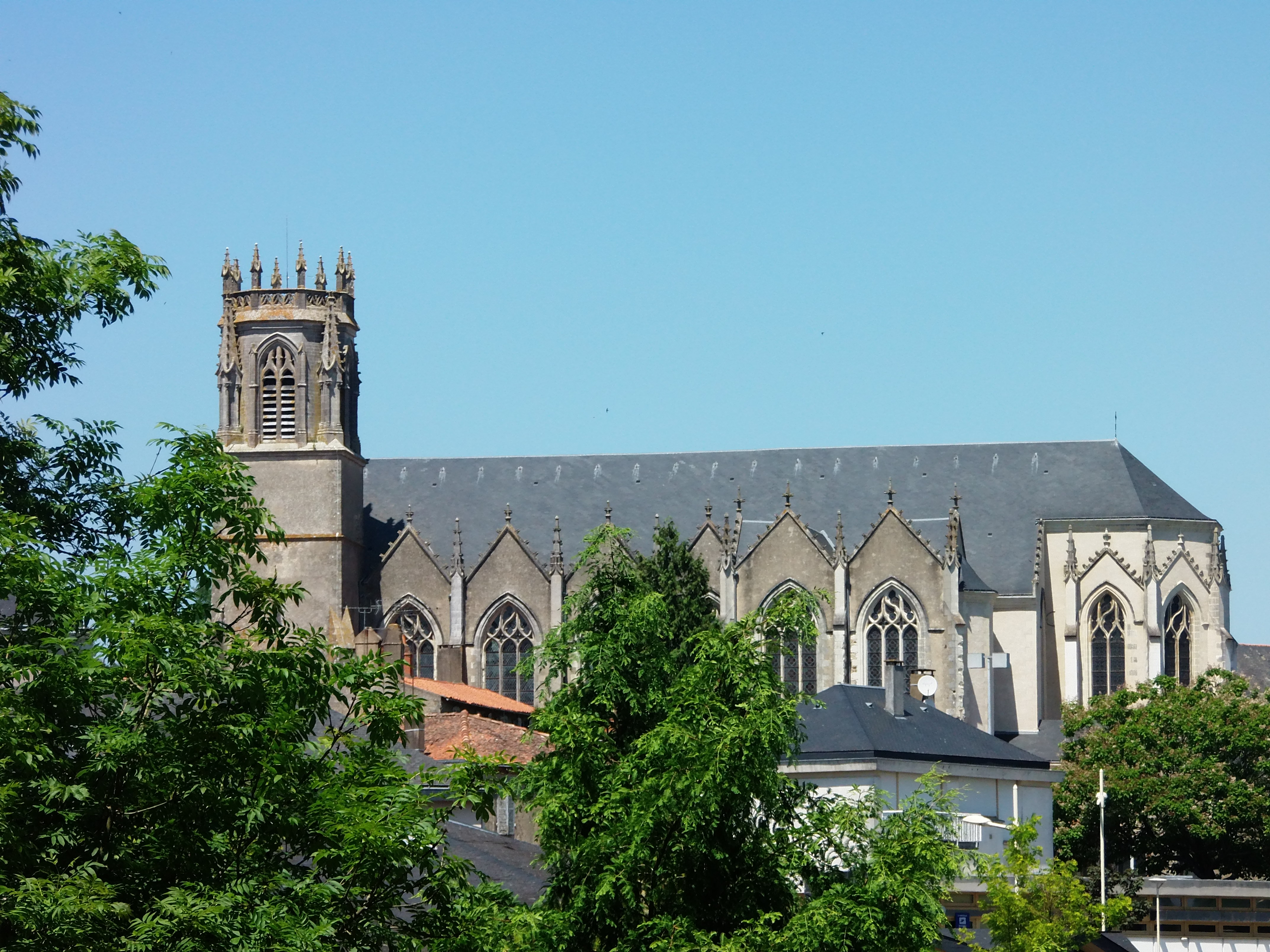
Église Saint-Jean-Baptiste.

En 1864, une partie du territoire de la commune est soustraite pour l'ajouter à la nouvelle commune de Toutlemonde. Les bâtiments de la mairie sont érigés entre 1874 et 1875. Si une école de garçons existe avant 1830, l'école de filles n'est installée qu'en 1869.
La guerre de 1870 coûte la vie à seize hommes de la commune.
En 1895, le Maulévrais Eugène Bergère, gendre du riche industriel choletais Pellaumail, achète le château à M. Guerry de Beauregard, veuf de Marguerite de Colbert-Maulévier (1841-1885) et le fait rénover luxueusement dans le « goût versaillais » par l'architecte orientaliste Alexandre Marcel qui, en 1899, épouse sa fille Madeleine.
De 1902 à 1910, celui-ci y crée un parc oriental inspiré des parcs de promenade de la période Edo, qui est le plus grand parc japonais d'Europe (29 hectares) ; restauré à partir des années 1980 par la commune et l'Association du parc oriental de Maulévrier, il est labellisé jardin remarquable en 2004.
La Première Guerre mondiale voit la mort de 64 hommes et la seconde de 4 habitants dont un mort en déportation au camp de Bergen-Belsen.
Depuis 1977, le château est devenu successivement un restaurant puis un hôtel-restaurant de luxe ; en 2001 il est vendu au couple Popihn.

## Politique et administration

### Administration municipale

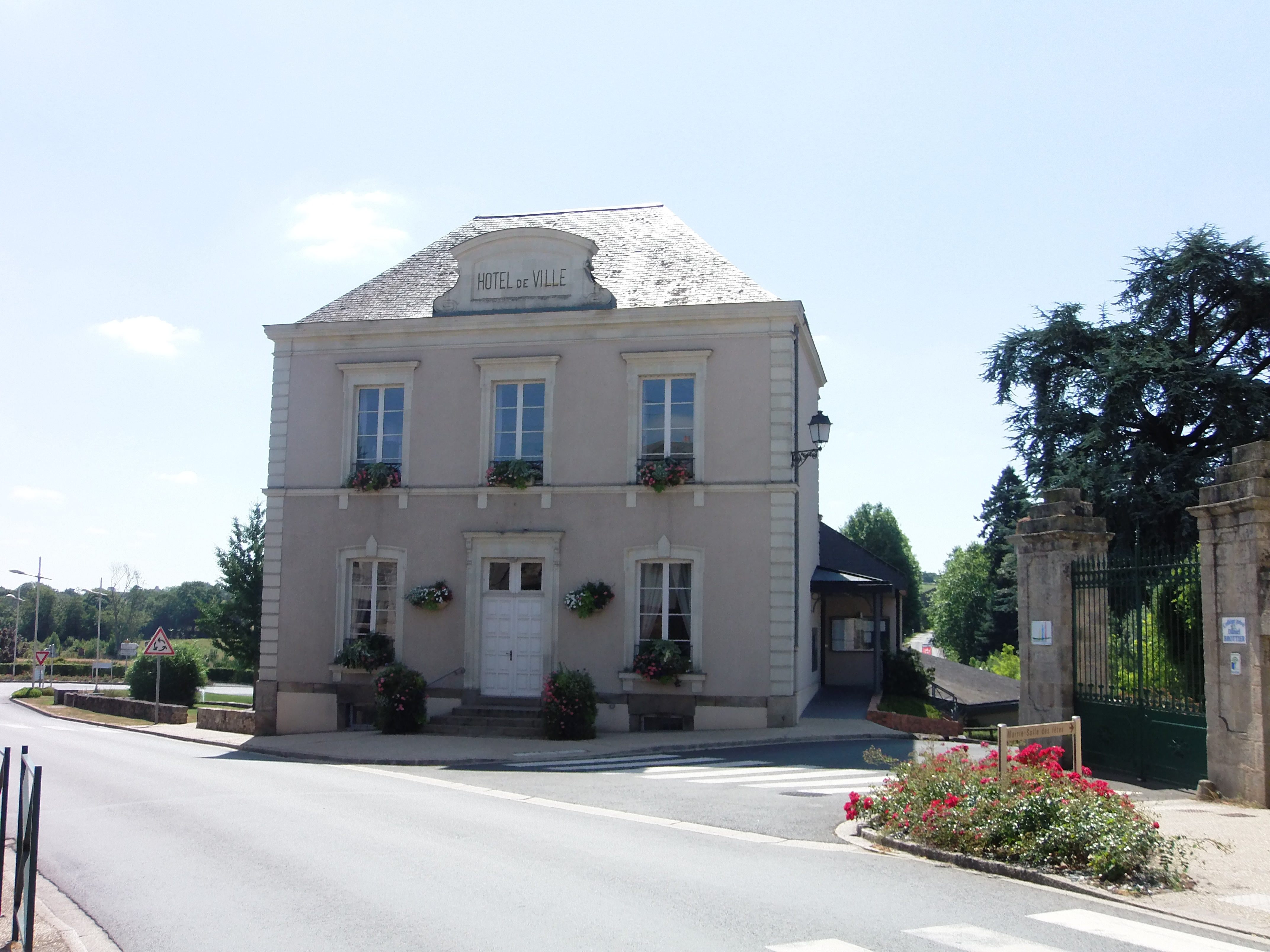
Mairie de Maulévrier.

Le conseil municipal est composé de vingt-trois élus, proportionnellement au nombre d'habitants. Il se compose du maire et de cinq adjoints.

### Intercommunalité
Jusqu'en 2016, la commune est membre de la communauté de communes du Bocage, elle-même membre du syndicat mixte Pays des Mauges jusqu'au 1er décembre 2015 ; date à laquelle elle s'en retire.
Le 1er janvier 2017, la commune devient membre de l'Agglomération du Choletais, après la fusion avec la communauté de communes du Bocage.

### Jumelages
- Coppet (Suisse).

## Population et société

### Démographie

#### Évolution démographique avant 1793
Dans son Dictionnaire Historique, Géographique et Biographique de Maine-et-Loire, Célestin Port livre le compte de la population de Maulévrier sous l'Ancien Régime. La population est exprimée en « feux », c'est-à-dire en foyer de famille.
| 1689     | 1699               | 1720               | 1789               |
| -------- | ------------------ | ------------------ | ------------------ |
| 133 feux | 156 feux, 638 hab. | 140 feux, 635 hab. | 175 feux, 964 hab. |

#### Évolution démographique
L'évolution du nombre d'habitants est connue à travers les recensements de la population effectués dans la commune depuis 1793. Pour les communes de moins de 10 000 habitants, une enquête de recensement portant sur toute la population est réalisée tous les cinq ans, les populations de référence des années intermédiaires étant quant à elles estimées par interpolation ou extrapolation. Pour la commune, le premier recensement exhaustif entrant dans le cadre du nouveau dispositif a été réalisé en 2004.

En 2022, la commune comptait 3 206 habitants, en évolution de +1,42 % par rapport à 2016 (Maine-et-Loire : +2,12 %, France hors Mayotte : +2,11 %).
| 1793 | 1800 | 1806 | 1821  | 1831  | 1836  | 1841  | 1846  | 1851  |
| ---- | ---- | ---- | ----- | ----- | ----- | ----- | ----- | ----- |
| 962  | 543  | 557  | 1 516 | 1 757 | 2 085 | 2 044 | 2 234 | 2 398 |

| 1856  | 1861  | 1866  | 1872  | 1876  | 1881  | 1886  | 1891  | 1896  |
| ----- | ----- | ----- | ----- | ----- | ----- | ----- | ----- | ----- |
| 2 363 | 2 486 | 1 913 | 1 895 | 1 918 | 1 959 | 1 944 | 1 867 | 1 784 |

| 1901  | 1906  | 1911  | 1921  | 1926  | 1931  | 1936  | 1946  | 1954  |
| ----- | ----- | ----- | ----- | ----- | ----- | ----- | ----- | ----- |
| 1 657 | 1 640 | 1 665 | 1 566 | 1 534 | 1 538 | 1 565 | 1 637 | 1 617 |

| 1962  | 1968  | 1975  | 1982  | 1990  | 1999  | 2004  | 2006  | 2009  |
| ----- | ----- | ----- | ----- | ----- | ----- | ----- | ----- | ----- |
| 1 579 | 1 670 | 1 838 | 2 330 | 2 610 | 2 830 | 2 855 | 2 890 | 3 072 |

| 2014  | 2019  | 2022  | - | - | - | - | - | - |
| ----- | ----- | ----- | - | - | - | - | - | - |
| 3 147 | 3 203 | 3 206 | - | - | - | - | - | - |

#### Pyramide des âges
La population de la commune est relativement jeune.
En 2018, le taux de personnes d'un âge inférieur à 30 ans s'élève à 34,5 %, soit en dessous de la moyenne départementale (37,2 %). À l'inverse, le taux de personnes d'âge supérieur à 60 ans est de 26,7 % la même année, alors qu'il est de 25,6 % au niveau départemental.
En 2018, la commune comptait 1 592 hommes pour 1 598 femmes, soit un taux de 50,09 % de femmes, légèrement inférieur au taux départemental (51,37 %).
Les pyramides des âges de la commune et du département s'établissent comme suit.
| Hommes | Classe d’âge | Femmes |
| ------ | ------------ | ------ |
| 1,1    | 90 ou +      | 2,8    |
| 7,1    | 75-89 ans    | 8,3    |
| 16,0   | 60-74 ans    | 18,2   |
| 19,8   | 45-59 ans    | 20,0   |
| 19,1   | 30-44 ans    | 18,6   |
| 16,0   | 15-29 ans    | 12,2   |
| 20,8   | 0-14 ans     | 19,9   |

| Hommes | Classe d’âge | Femmes |
| ------ | ------------ | ------ |
| 0,9    | 90 ou +      | 2,1    |
| 7      | 75-89 ans    | 9,5    |
| 16,2   | 60-74 ans    | 16,9   |
| 19,4   | 45-59 ans    | 18,7   |
| 18,2   | 30-44 ans    | 17,5   |
| 18,8   | 15-29 ans    | 17,6   |
| 19,5   | 0-14 ans     | 17,6   |

### Enseignement
Maulévrier possède deux écoles primaires — l'école Victor-Hugo et l'école Saint-Joseph — et un collège, le collège Daniel-Brottier.

## Économie
Sur 261 établissements présents sur la commune à la fin de 2010, 21 % relèvent du secteur de l'agriculture (pour une moyenne de 17 % sur le département), 13 % du secteur de l'industrie, 6 % du secteur de la construction, 49 % de celui du commerce et des services et 10 % du secteur de l'administration et de la santé. En 2014, sur 290 établissements présents sur la commune, 13 % relèvent du secteur de l'agriculture (pour une moyenne de 11 % sur le département), 12 % du secteur de l'industrie, 8 % du secteur de la construction, 58 % de celui du commerce et des services et 9 % du secteur de l'administration et de la santé.

## Culture locale et patrimoine

### Lieux et monuments
- Le menhir dit la Pierre au Sel[45].

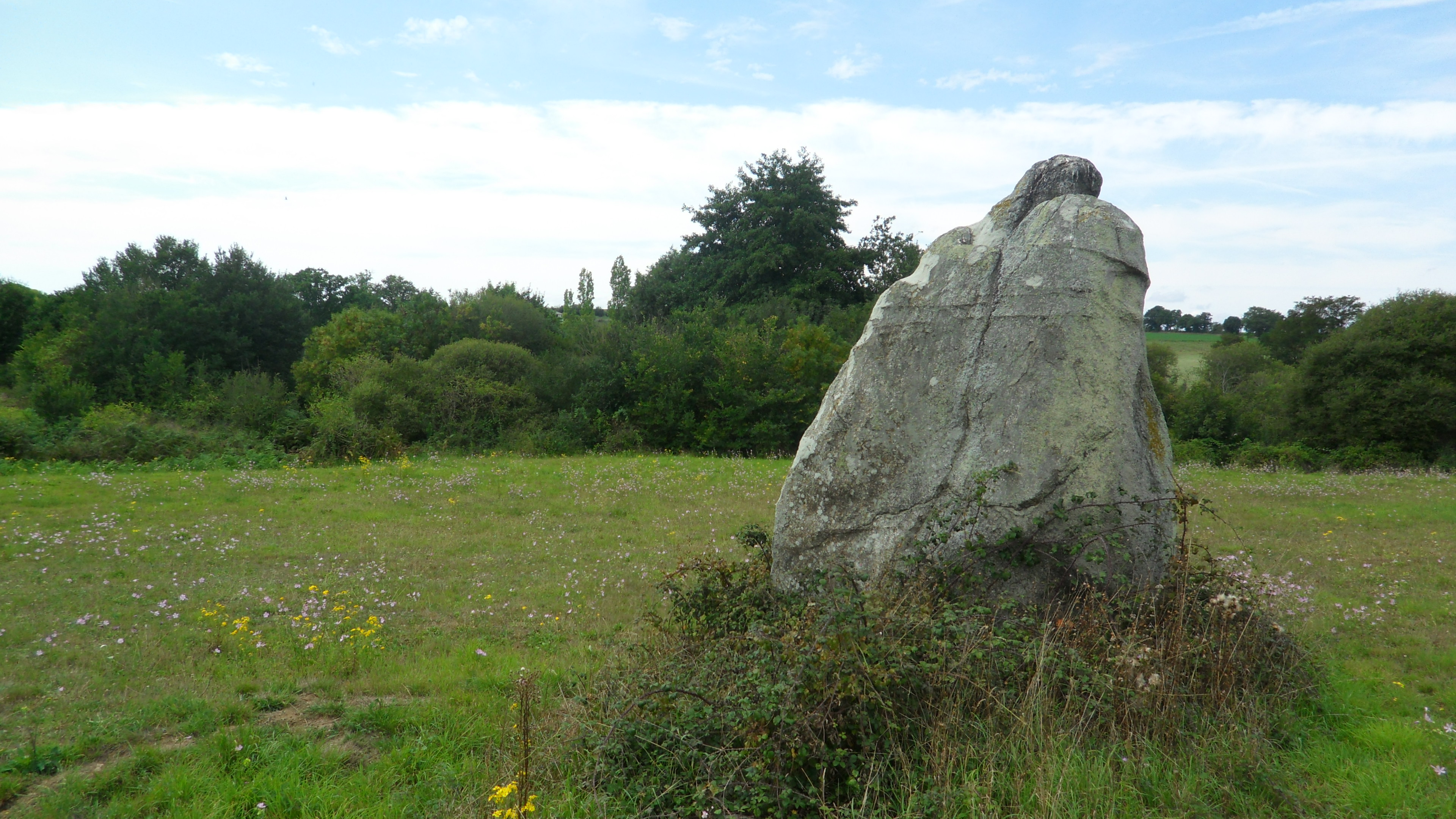
Menhir de la Pierre au sel.

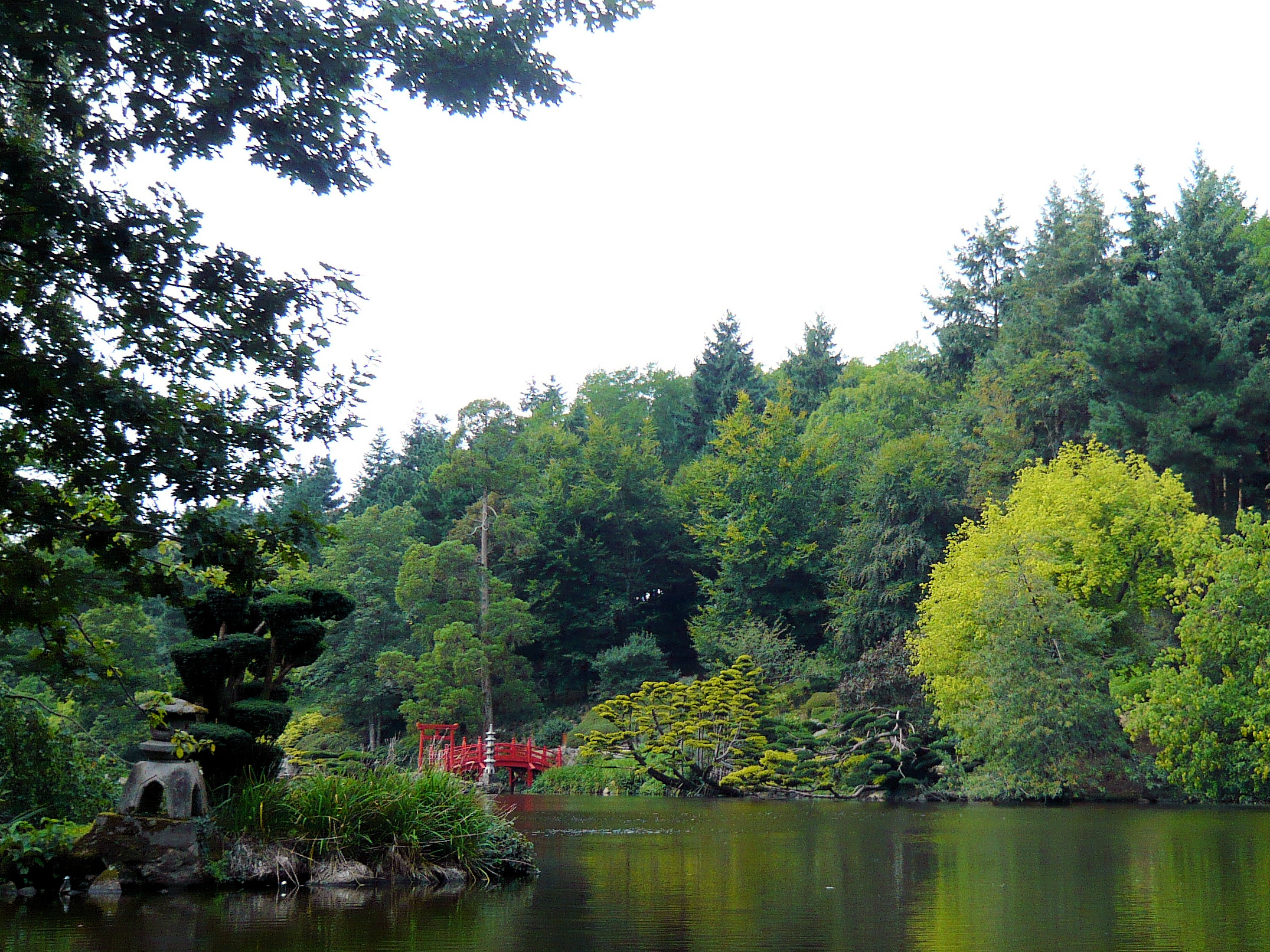
Le parc oriental de Maulévrier.

- Le château des Colbert du XVIIe siècle[46], avec le potager Colbert, potager contemporain de 8 000 m2 créé entre 2012 et 2014 à partir des plans de l'ancien potager datant de 1816 et bénéficiant du label Jardin remarquable depuis 2018[47].
- Le parc oriental de Maulévrier, situé dans le parc du château Colbert et aménagé par l'architecte Alexandre Marcel, est le plus grand jardin japonais d'Europe.
- Le château de Touvois[48].
- la chapelle Notre-Dame-de-Toutes-Aides, des XVIIe au XIXe siècle[49].
- L'église Saint-Jean-Baptiste[50].
- La fontaine dédiée à Jean-Nicolas Stofflet.
- Le lac du Verdon, est un lac artificiel créé à la suite de la construction du barrage du Verdon en 1979.
- Le cynodrome, où la Société des courses de lévriers du Grand-Ouest (SCLGO) organise des courses de lévriers à pari mutuel.

### Personnalités liées à la commune
- La famille de Colbert, dont :
  - Édouard-François Colbert, comte de Maulévrier, militaire ;
  - René-Édouard Colbert, marquis de Maulévrier, mort en octobre 1771 au château d'Everly, appartenant à son épouse, née de Manneville ; un extrait de l'inventaire après décès du château de Maulévrier en décembre suivant, pour une somme de 32 185 livres de mobilier et d'argenterie[51] ;
  - Édouard-Charles-Victurnien Colbert, comte de Maulévrier (1758-1820), militaire et homme politique français des XVIIIe et XIXe siècles ;
  - Juliette Colbert de Barolo (1785-1864), née à Maulévrier, fondatrice d'œuvres sociales.
- Jean-Nicolas Stofflet, garde-chasse du comte de Colbert-Maulévrier, qui devient par la suite l'un des principaux généralissime des guerres de Vendée.
- Louis-Joseph Luçon (1842-1930), évêque de Belley puis archevêque de Reims et cardinal, est né à Maulévrier[52].
- Alexandre Marcel, architecte, a aménagé les intérieurs du château Colbert — appartenant à ses beaux-parents — et le parc oriental de Maulévrier sur la période 1899-1913.
- André-Hubert Hérault (1947- ), né à Maulévrier, éditeur et écrivain français, auteur d’ouvrages d’histoire, de romans et de nouvelles[53].
- Jean-Marc Ayrault (1950- ), né à Maulévrier, homme politique français.

### Héraldique
| Blason de Maulévrier | Blason  | D’or au chef de gueules                          |
| Blason de Maulévrier | Détails | Le statut officiel du blason reste à déterminer. |